# Фріц Махлуп
Фріц Махлуп (нім. Fritz Machlup, 15 грудня 1902, Вінер-Нойштадт, Австрія — 30 січня 1983, Принстон, Мерсер штат Нью-Джерсі, США) — австрійський і американський економіст, один з перших дослідників «економіки знань». Президент Міжнародної економічної асоціації впродовж 1971—1974 рр. Був одним з перших економістів, які вивчали знання як економічний ресурс, йому приписують популяризацію концепції інформаційного суспільства.

## Біографія
Народився у єврейській сім'ї у Вінер-Нойштадті, Австрія, поблизу Відня. Батько був бізнесменом, який володів двома фабриками, які виготовляли картон. З 1922 до 1932 року Махлуп працював у сімейному бізнесі. Здобув ступінь доктора у Віденському університеті. В 1923 році під керівництвом Людвіга Фон Мізеса захистив докторську дисертацію. У 1933 році, після приходу до влади у Німеччині А.Гітлера, Ф. Махлуп втік з Австрії до США, де в 1940 році отримав громадянство.
Ключовою роботою Махлупа стала «Виробництво та розповсюдження знань у Сполучених Штатах» (англ. The Production and Distribution of Knowledge in the United States (1962)), якій приписують популяризацію концепції інформаційного суспільства.
Викладав в Університетах Баффало (1935—1947 рік), Джонса Гопкінса (перейшов в 1947 році) і Принстоні (перейшов в 1960 році). Президент Міжнародної економічної асоціації. Президент Американської економічної асоціації в 1966 році.

## Цитати
|               | Ніщо не може змінити так сильно обмінний курс країни, як інфляція |
| — Фріц Махлуп |                                                                   |